# 칼 스토크스
칼 버튼 스토크스(Carl Burton Stokes, 1927년 6월 21일 ~ 1996년 4월 3일)는 미국의 정치인이자, 아프리카계 미국인 처음으로 클리블랜드의 시장(1968~1971)을 지냈다.

## 생애
클리블랜드에서 세탁공 아버지와 청소부 어머니 사이에 태어났으며, 2세때 아버지를 여의고 어머니 품에서 자라왔다. 좋은 학생이었으면에도 불구하고, 1944년 학교를 중퇴하여 톰슨 상사(Thompson Products)에서 근무하였다. 18세때 육군에 입대하였고, 1946년 제대하여 클리블랜드로 돌아와 이듬해 고등학교 졸업 자격증을 얻었다.
여러 단과대학들에 출석하였다가, 1954년 미네소타 대학교에서 학사 학위를 취득하였다. 1956년 클리블랜드 마셜 법대를 졸업하고, 1957년 오하이오 법정에 수용되었다. 4년동안 보조 검사로 근무하였고, 스토크스 법률 사무소의 협력자가 되어 정계에 들어간다.

## 경력
1962년 오하이오주 하원 의원에 선출되어 3년간 근무하였다. 1967년부터 1968년까지 하원 의원 44번째 지역구에 있다가, 1967년 시장 선거에서 민주당 후보로 출마하여 세스 태프트(윌리엄 태프트의 손자)를 꺾고, 클리블랜드의 첫 흑인 시장이 되었다.
시장으로서, 흑인과 여성들에게 시청의 사무직들을 열었다. 자신이 그렇게 강한 행정관으로 알려지지 않았어도, 그의 상상력과 자극에 대하여 기억되고 있다. 그는 자신의 보유권의 대부분을 위해 시의회와 경찰과 함께 반목하였다. 또한 공공적, 개인적 자금 프로그램 '클리블랜드:이제!'를 인정하여 클리블랜드 이웃들의 경제적 활성화에 목적을 두었다.
시장직을 떠난 후, 전국의 단과대학에서 강의하였다. 1972년 WNBC - TV 방송국에 들어가 뉴욕에서 최초의 흑인 사회자가 되었다. 1980년 클리블랜드로 돌아와, 전국 자동차 노동조합의 법률 상담자로 지냈고, 1983년부터 1994년까지 자치적 판사로 근무하였다.
1994년 9월 7일 빌 클린턴 대통령에 의하여 세이셸 주재 대사로 임명되었다. 대사로 근무할 동안, 식도 암을 앓아 1995년 5월 12일 사임하였다.

## 사망
1996년 4월 3일 클리블랜드 진료소에서 사망하였다. 사후 다운타운 클리블랜드에 있는 미국 연방 재판소(2002년 완공)는 그의 명예를 기념하여 칼 B. 스토크스 연방 재판소라 이름을 지었다.